# Croton suberosus
Espèce
Croton suberosus est une espèce de plantes à fleurs du genre Croton et de la famille des Euphorbiaceae, présente au sud ouest du Mexique (et à Veracruz).
Il a pour synonymes :
- Croton cladotrichus, Müll.Arg., 1865
- Croton purpusii, Brandegee, 1915
- Oxydectes cladotricha, (Müll.Arg.) Kuntze
- Oxydectes suberosa, (Kunth) Kuntze